# Portakretslopp
Portakretslopp (portasystem) är en del av blodcirkulationssystemet hos djur och människor och består av seriekopplade kapillärsystem, vilket innebär att blodet flyter från ett kapillärsystem till ett annat via vener utan att först passera hjärtat. Exempel är portådern mellan mag-tarmkanalen och levern, portasystemet mellan hypotalamus och hypofysen eller det mellan glomerulus och de peritubulära kapillärerna i njurens nefron. 